# Condado de Shelby (Illinois)
O Condado de Shelby é um dos 102 condados do Estado americano de Illinois. A sede do condado é Shelbyville, e sua maior cidade é Shelbyville. O condado possui uma área de 1 989 km² (dos quais 25 km² estão cobertos por água), uma população de 22 893 habitantes, e uma densidade populacional de 12 hab/km² (segundo o censo nacional de 2000). O condado foi fundado em 23 de janeiro de 1827.